# Francillon-sur-Roubion
Francillon-sur-Roubion is een klein Frans dorpje in de Drôme (26400) in de regio Auvergne-Rhône-Alpes.
Tot in de jaren tachtig van de 20e eeuw stonden in dit dorpje de ruïnes van in de Tweede Wereldoorlog verwoeste huizen. Het dorp is inmiddels opgeknapt. Het dorp telt ongeveer tachtig huizen waaronder een 'villawijk'. In het verleden bezat het dorp een kroeg, een hotel, een slager, een bakker, een smid, een schoenmaker en een fietsenmaker, maar deze zijn inmiddels allemaal verdwenen. Het enige dat rest is een barvergunning zodat er in de toekomst wel weer een bar gevestigd mag worden.

## Geografie
Het ligt op een hoogte van 462 meter boven zeeniveau aan het riviertje de Roubion, die in Montélimar in de Rhône uitmondt. De gemeente telt 140 inwoners, wonende op een oppervlakte van 10,8 km², resulterend in een bevolkingsdichtheid van 12 inwoners per km².

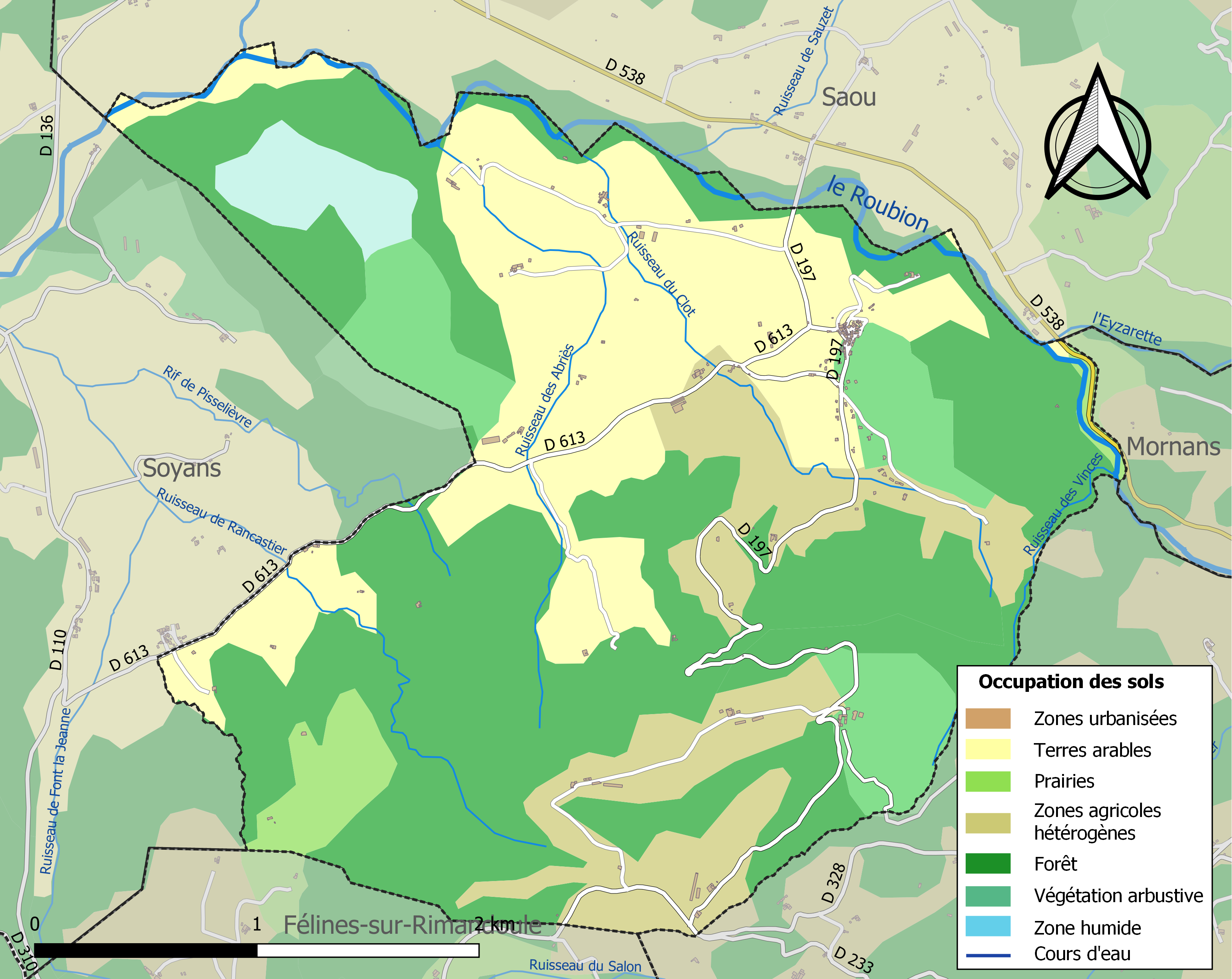
Kaart van de gemeente met belangrijkste infrastructuur, bodemgebruik en omliggende gemeenten

## Demografie
Onderstaande figuur toont het verloop van het inwonertal (bron: INSEE-tellingen).

## Externe link

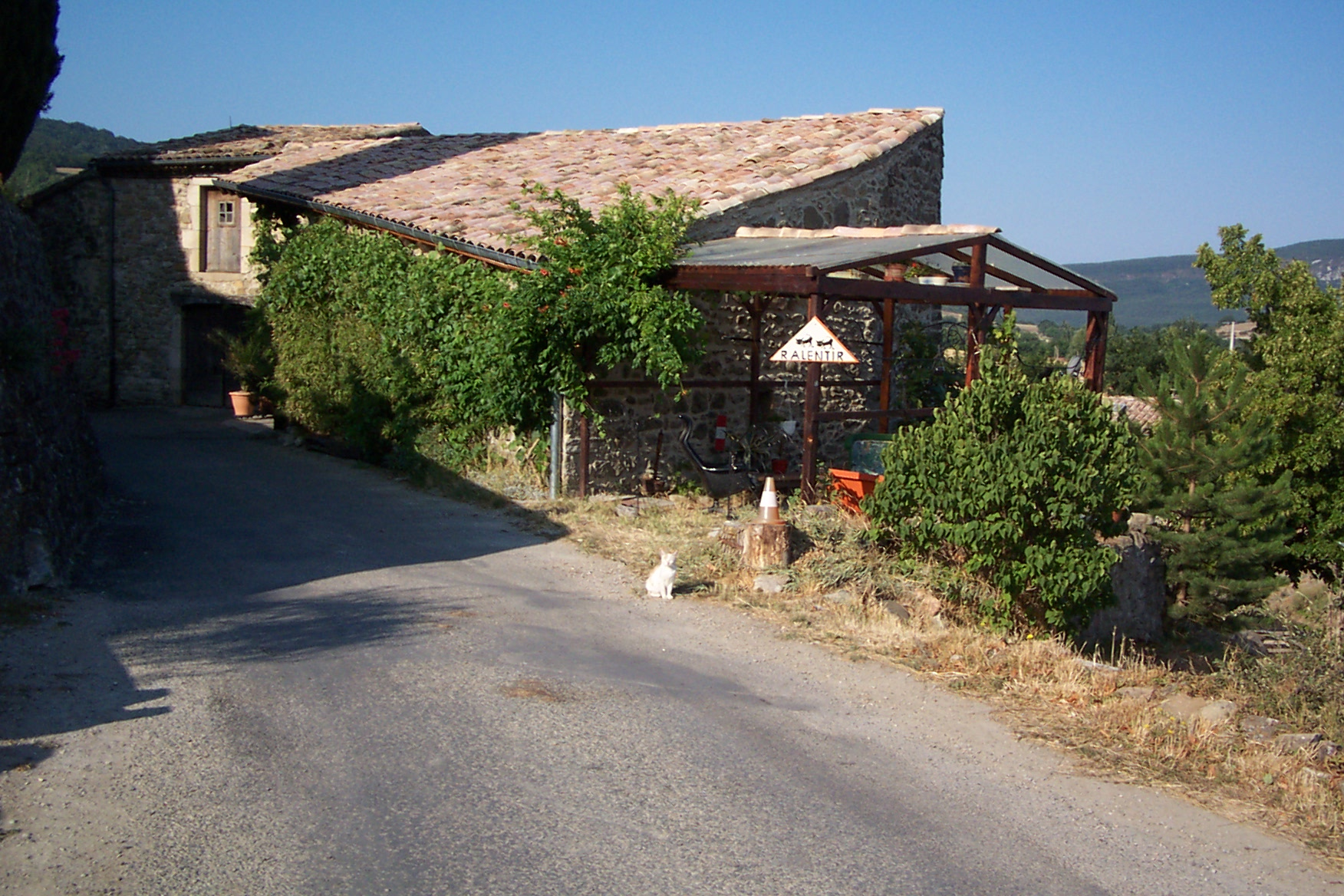
De toegang tot het dorp